# Grumman G-21

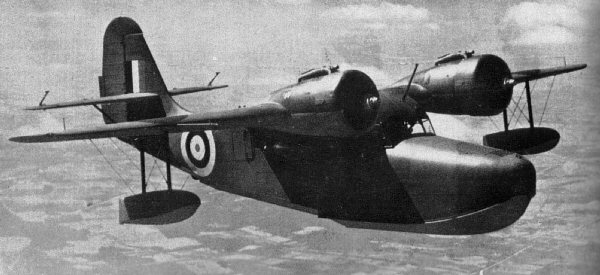
Grumman Goose der Royal Air Force

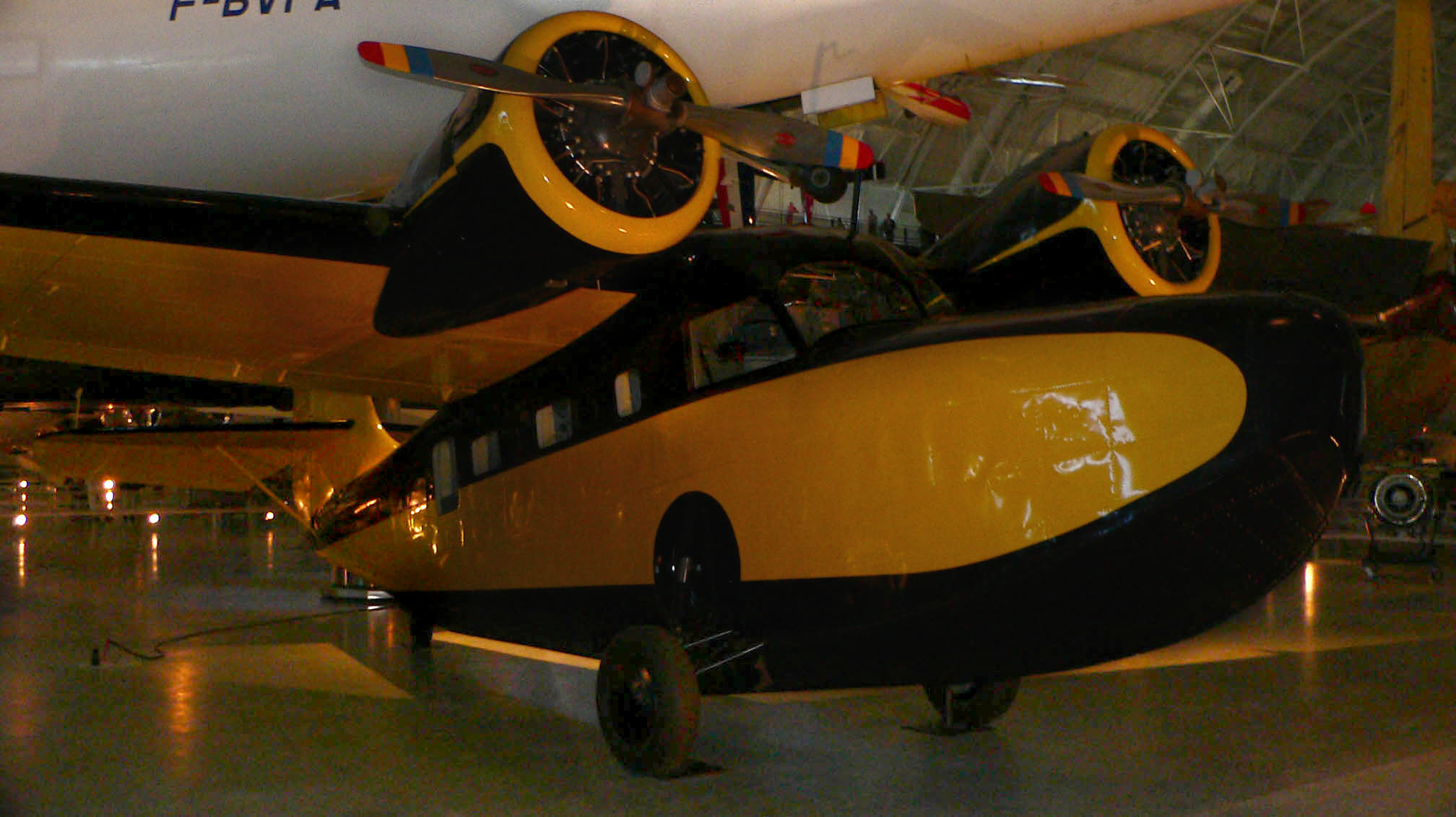
Zivile Grumman G-21 Goose

Die Grumman G-21 Goose (deutsch Gans) ist ein zweimotoriges Amphibienflugzeug in Ganzmetallbauweise des US-Herstellers Grumman Aircraft.

## Entwicklung und Konstruktion
Die G-21 ist als Schulterdecker ausgelegt und verfügt über ein Einziehfahrwerk. Sie wurde 1937 als sechs- bis siebensitziges Geschäftsflugzeug für Geschäftsleute (wie zum Beispiel den Kaufhausbesitzer Marshall Field, den Finanzier E. Roland Harriman und den Bankier Henry Morgan) in Küstenregionen wie Long Island geplant. Dazu waren die fliegenden Yachten mit Kabinen für zwei bis drei Personen sowie mit einer Bordbar und einer Toilette ausgestattet. Bald wurde sie auch von der United States Navy und der United States Coast Guard als Aufklärungs-, Transport- und Rettungsflugzeug eingesetzt.
Während des Zweiten Weltkriegs wurden die Maschinen auch von der Royal Canadian Air Force und der Royal Air Force als Rettungs- und Transportflugzeug eingesetzt.
Nach dem Krieg wurden viele der 345 gebauten Maschinen wieder in der zivilen Luftfahrt eingesetzt. Die letzte im Liniendienst eingesetzte Goose wurde am 21. Dezember 2012 bei der in Alaska operierenden Gesellschaft PenAir außer Dienst gestellt. Diese G-21A mit dem Kennzeichen N985R gehört seit August 2013 zur Collings Foundation Collection. 2008 waren noch etwa 60 Exemplare flugfähig.

### Gescheiterte Neuauflage
Die 2000 von dem Buchhalter V. L. Manuel in Gibsonville, North Carolina mit einem Partner gegründete Antilles Seaplanes hatte Pläne, eine modernisierte Neuauflage der G-21 auf den Markt zu bringen. Die Super Goose sollten mit Pratt-&-Whitney-PT6A-Turboprops mit 500 kW Leistung ausgerüstet werden, die bereits bei einigen Goose nachgerüstet wurden und eine Reisegeschwindigkeit von über 370 km/h und eine Reichweite von mehr als 2200 km ermöglichen. Als Verkaufspreis wurden etwa drei Millionen US-Dollar angestrebt. 2008 wurde ein Erstflug im zweiten Quartal 2009 angestrebt, zu dem es jedoch nicht kam. Im November 2009 wurde der Hauptsitz des Unternehmens zwangsversteigert. Das Unternehmen wurde aufgelöst.

### Kulturelle Rezeption

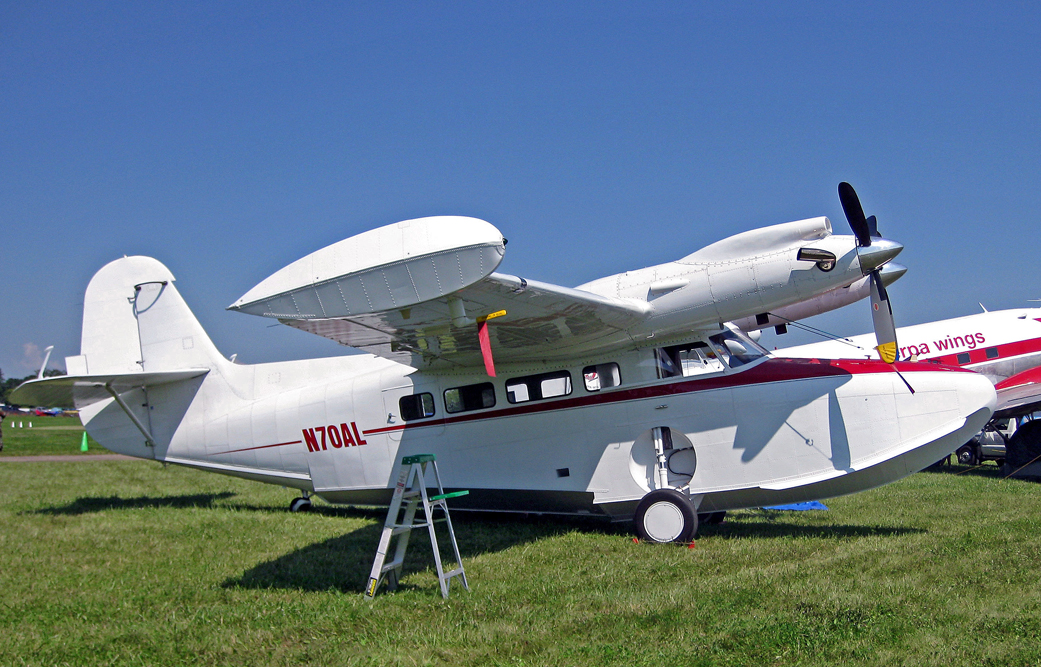
Turboprop-Umbau McKinnon G-21G Turbo Goose

Dieser Flugzeugtyp hat eine zentrale Rolle in der 1982 und 1983 produzierten Serie Die Himmelhunde von Boragora, deren Hauptfigur der Pilot und Besitzer einer G-21 ist.

## Bauzahlen
| Version | 1937 | 1938 | 1939 | 1940 | 1941 | 1942 | 1943 | 1944 | 1945 | Summe |
| ------- | ---- | ---- | ---- | ---- | ---- | ---- | ---- | ---- | ---- | ----- |
| G-21    | 12   |      |      |      |      |      |      |      |      | 12    |
| G-21A   |      | 12   | 11   | 5    | 1    | 1    |      |      |      | 30    |
| XJ3F-1  |      | 1    |      |      |      |      |      |      |      | 1     |
| OA-9    |      | 1    | 25   |      |      |      |      |      |      | 26    |
| JRF-1   |      |      | 4    | 1    |      |      |      |      |      | 5     |
| JRF-1A  |      |      | 3    | 2    |      |      |      |      |      | 5     |
| JRF-2   |      |      | 3    | 4    |      |      |      |      |      | 7     |
| JRF-3   |      |      |      | 3    |      |      |      |      |      | 3     |
| G-21B   |      |      |      | 12   |      |      |      |      |      | 12    |
| JRF-4   |      |      |      | 3    | 7    |      |      |      |      | 10    |
| JRF-5   |      |      |      |      | 15   | 12   | 45   | 77   | 35   | 184   |
| JRF-6B  |      |      |      |      | 37   | 13   |      |      |      | 50    |
| Summe   | 12   | 14   | 46   | 30   | 60   | 26   | 45   | 77   | 35   | 345   |

## Militärische Nutzer
Argentinien
 Australien
- Royal Australian Air Force

 Bolivien
 Brasilien
 Frankreich
 Honduras
 Japan
- Meeresselbstverteidigungsstreitkräfte

 Kanada
- Royal Canadian Air Force

 Kuba
 Paraguay
 Peru
 Portugal
 Schweden
 Vereinigtes Königreich
- Royal Navy

 Vereinigte Staaten
- United States Army Air Corps
- United States Army Air Forces
- United States Navy
- United States Coast Guard

## Technische Daten

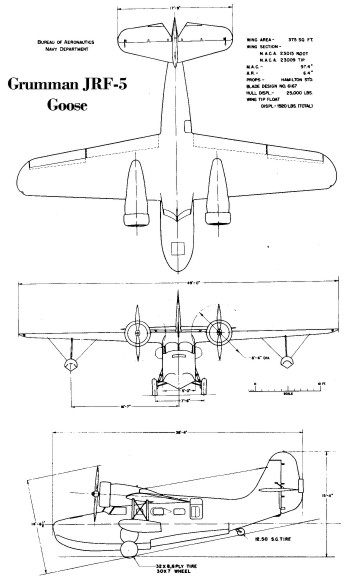
Grumman JRF-5 Goose

| Kenngröße                            | Daten                                                                |
| ------------------------------------ | -------------------------------------------------------------------- |
| Besatzung                            | 1                                                                    |
| Passagiere                           | 5–6                                                                  |
| Länge                                | 11,7 m                                                               |
| Spannweite                           | 14,9 m                                                               |
| Höhe                                 | 3,7 m                                                                |
| Leermasse                            | 2527 kg                                                              |
| Startmasse                           | 3720 kg                                                              |
| Höchstgeschwindigkeit in 1520 m Höhe | 296 km/h                                                             |
| Dienstgipfelhöhe                     | 6400 m                                                               |
| Reichweite                           | 1690 km                                                              |
| Triebwerke                           | zwei Pratt & Whitney R-985 (Wasp Junior) SB-2 mit je 340 kW (462 PS) |
| Bewaffnung                           | 2 × Maschinengewehre, 2 × 120-kg-Wasserbomben                        |